# 시분할 다중화
시분할 다중화(Time Division Multiplexing, TDM)란 전송로를 점유하는 시간을 분할하여 한 개의 전송로에 여러 개의 가상 경로를 구성하는 통신 방식이다.

## 종류
시분할방식에는 여러 가지 형식이 있다.
어느 방식이나 펄스의 연속이 바탕이 되어 있으며, 펄스 진폭변조(PAM)에서는 신호 전류의 파형(波形)에 따라 이 펄스의 강도(진폭)를 바꾸어 변조하고 있다. 펄스폭변조(PWM)에서는 펄스의 폭을 변화시키며, 또 펄스위치변조(PPM)에서는 그 위치를 전후로 어느 정도 거리를 두도록 한다.
펄스변조에서 다중통신을 행할 경우에는, 가령 PAM이라면 〔그림〕－3과 같은 각 채널의 펄스 위치를 시간적 격차를 두고 차례로 선로에 전파시킨다. 즉 통신로가 시간적으로 각 채널에 분할, 사용되는 까닭에 시분할이라는 명칭이 생기게 된 것이다.
중요한 시분할식방식으로는 펄스부호변조방식(PCM)이 있다. 이 방식에서는 〔그림〕－4와 같이 펄스를 진폭변조한 후 각 펄스의 진폭의 크기를 몇 단계로 나누어 수치로써 표시한다. 이와 같이 연속적인 양을 몇 가지 단계로 나누어서 흩어진 숫자로 표시하는 것을 '양자화(量子化)한다'고 말한다.
이 수치는 0과 1의 조합으로 표시되는 이진법(二進法)으로 나타낸다. 이 1과 0으로 각각 펄스의 유무를 나타낸다면 진폭이 변화하는 펄스의 계열을 몇 가지 일정한 진폭의 펄스의 조합으로 표시할 수 있다. 이 경우 펄스를 5개 사용하면 〔표〕－2와 같이 32개의 수치를 나타낼 수 있다. 바꾸어 말하면 32단계의 진폭을 나타낼 수 있다. 이를테면 0-30V의 전압을 1V마다 나누어서 양자화하면 32개의 수치가 되고, 이것을 5개의 펄스의 조합으로 부호화(코드화)하는 셈이다. 이 PCM의 통신을 수신하는 측에서는 펄스부호를 PAM으로 변환시켜 신호를 끄집어 낸다.
PCM이 이처럼 복잡한데도 불구하고 중요시되는 것은 정보를 부호화함으로써 잡음의 영향을 크게 감소시킬 수 있다는 점에 있다. 이 방식에서는 정보는 항상 펄스의 유무에 따라 표시되기 때문에 수신측에서는 그 유무만을 파악해 두면 좋다. 그러니까 잡음이 들어 있는 펄스의 강도(진폭)가 다소나마 불규칙하게 변화하더라도 그 영향이 작다는 것이 된다. 이로 인해 PCM은 초(超)원거리의 극히 미약한 전파를 취급하는 우주통신 등에도 흔히 이용되고 있다.

## 같이 보기
- 시분할
- 다중화
- FDM
- CDMA